# شيخ حمزة لو
شيخ‌ حمزة لو هي قرية في مقاطعة بل دشت، إيران. في تعداد عام 2006، لوحظ وجودها، ولكن لم يتم الإبلاغ عن سكانها.